# هاشم مستور
هاشم مستور (بالإيطالية: Hachim Mastour)‏ (مواليد 15 يونيو 1998)، هو لاعب كرة قدم مغربي يلعب مع نادي نهضة الزمامرة المغربي وعلى الصعيد الدولي يمثل المنتخب المغربي. يلعب بشكل أساسي كلاعب خط وسط مهاجم أو مهاجم ثاني.
ولد مستور في إيطاليا ومثّل منتخب إيطاليا تحت 16 سنة. ثم قرر تمثيل المغرب وشارك بمباراته الأولى والوحيدة لحد الآن في مايو 2015. حيث أصبح أصغر لاعب يمثل منتخب المغرب بعمر الـ16 عام.

## مسيرته الكروية
بدأ هاشم مستور بممارسة رياضة كرة القدم تحت عمر 10 سنين مع نادي بلده ريجيو كالشيو. عند بلوغه 10 سنين انتقل ليلعب مع نادي ريجيانا 1919، وهناك تم اكتشافه من قبل نادي إنتر ميلان الإيطالي. قامت إدارة نادي إنتر ميلان بمراقبته والوصول إلى إتفاق مع عائلة هاشم مستور بالتعاقد معه عند بلوغه الـ 16 عام.
ولكن نائب رئيس نادي إيه سي ميلان الإيطالي، أدريانو غالياني، كان يراقب الموهبة الإيطالية هاشم مستور بسرية، وعند وصول الاعب الصغير لسن 14 عام، قام إدريانو غالياني بخطوته في التعاقد مع الاعب هاشم مستور بإلاجتماع مع عائلته بالبداية وعرض مبلغ 500 ألف يورو، المبلغ الذي يُعتبر كبير جداً للاعب بعمر الـ14 عام، مما أغرى عائلته والموافقة على هذا العرض والتخلي عن إتفاقيتهم مع نادي إنتر ميلان. بعد فترة قصيرة من ذلك اجتمع أدريانو غالياني بنفسه مع اللاعب هاشم مستور، وتم الانتهاء من التعاقد معه.
في أوائل عام 2014، جذب الاهتمام في شريط فيديو لمشروب الطاقة ريد بل، حيث كان ينافس النجم البرازيلي الدولي نيمار في مهارات حرة.
في 31 أغسطس 2015، تمت إعارة مستور إلى نادي مالقا في إسبانيا لمدة موسمين، بناء على طلب حصري من مالك النادي عبد الله آل ثاني؛ وكقاصر، كان يجب أن تتم الموافقة على انتقاله إلى بلد آخر من قبل الفيفا، والذي لم يكتمل حتى 5 نوفمبر. تم إشراكه لأول مرة في مباراة بالدوري أمام ريال بيتيس بعد يومين، ليشارك في أول مباراة رسمية له، حيث خسر فريقه 1–0 ودخل كبديل لمواطنة عدنان تيغدويني في أخر خمس دقائق. في 7 يوليو 2016، بعد مشاركته في مباراة واحدة طوال الموسم، اختار مالقا فسخ عقد هاشم، وعاد إلى ميلان.
في 14 يوليو 2016، انضم مستور إلى نادي زفوله الهولندي على سبيل الإعارة لمدة موسم. شارك في مباراته الأولى في 13 أغسطس، ليحل مكان مواطنه المغربي يونس مختار في أخر 17 دقيقة من الخسارة 0–3 أمام سبارتا روتردام.
على الرغم من التقارير الأولية التي تشير إلى انتهاء مدة عقده، إلا أن مستور عاد فعليًا إلى ميلان في نهاية فترة الإعارة، حيث بقي عامًا واحدًا في عقده.
في 4 سبتمبر 2018، أعلن نادي نادي لاميا اليوناني عن توقيعه مع هاشم مستور في صفقة انتقال مجانية بقيمة 200,000€.

## مسيرته الدولية
لعب هاشم مستور 6 مباريات وسجل هدف وحيد مع منتخب إيطاليا تحت 16 سنة. شارك في أول مباراة دولية له في 18 أغسطس 2013، حيث لعب في الشوط الأول من المباراة الودية التي انتهت بالفوز 3–0 أمام قطر في بورجو فالسوجانا، وسجل هدف التعادل في مباراة الفوز 2–1 على كرواتيا في اوماج في 11 مارس من السنة التالية.
هاشم مستور كان مؤهلاً للعب مع منتخبي إيطاليا والمغرب، أعلن في 19 مايو 2015 أنه تم إقناعه لتمثيل هذا الأخير، لأنه شعر أن المغرب هو بلده. وقد أتيحت له الفرصة للمشاركة في أول مباراة دولية له على الفور، بينما كان لا يزال عليه إثبات قدراته من أجل كسب مكان مع منتخب إيطاليا الأول. أكدت صحيفة لاغازيتا ديلو سبورت الإيطالية أن إيطاليا لم تعد قادرة على اختياره.
يوم 12 يونيو عام 2015، شارك في أول مباراة دولية له مع المغرب في تصفيات كأس الأمم الأفريقية 2017 ضد ليبيا على ملعب أدرار في أكادير، حيث دخل كبديل عن نور الدين أمرابط في الدقيقتين الأخيرتين من مباراة الفوز 1–0. وبالتالي مع هذه المشاركة، أكد المدرب أنه وفقا لقواعد الفيفا، لا يمكنه أبدا إعادة النظر في ولاءاته في المستقبل. وبذلك، أصبح أصغر لاعب دولي يمثل منتخب المغرب الأول، بعمر 16 عامًا و 363 يومًا.

## الإحصائيات

### النادي
آخر تحديث 19 أكتوبر 2017.
| النادي        | الدرجة          | الدوري   | الدوري | الدوري  | الكأس  | الكأس   | قاري   | قاري    | أخرى   | أخرى    | المجموع | المجموع |
| النادي        | الدرجة          | الموسم   | الظهور | الأهداف | الظهور | الأهداف | الظهور | الأهداف | الظهور | الأهداف | الظهور  | الأهداف |
| ------------- | --------------- | -------- | ------ | ------- | ------ | ------- | ------ | ------- | ------ | ------- | ------- | ------- |
| مالقا (إعارة) | الدوري الإسباني | 2015–16  | 1      | 0       | 0      | 0       | 0      | 0       | –      | –       | 1       | 0       |
| زفوله (إعارة) | الدوري الهولندي | 2016–17  | 5      | 0       | 1      | 0       | 0      | 0       | –      | –       | 6       | 0       |
| ميلان         | الدوري الإيطالي | 2017–18  | 0      | 0       | 0      | 0       | –      | –       | –      | –       | 0       | 0       |
| لاميا         | الدوري اليوناني | 2018–19  | 0      | 0       | 0      | 0       | 0      | 0       | 0      | 0       | 0       | 0       |
| الإجمالي      | الإجمالي        | الإجمالي | 6      | 0       | 1      | 0       | 0      | 0       | 0      | 0       | 7       | 0       |

### المنتخب
آخر تحديث 12 يونيو 2015.
| المغرب  | المغرب | المغرب  |
| العام   | الظهور | الأهداف |
| ------- | ------ | ------- |
| 2015    | 1      | 0       |
| المجموع | 1      | 0       |

## وصلات خارجية
- هاشم مستور على موقع إي إس بي إن إف سي (الإنجليزية)
- هاشم مستور على موقع قاعدة بيانات كرة القدم.إي يو (الإنجليزية)
- هاشم مستور على موقع ليكيب (الفرنسية)
- هاشم مستور على موقع ناشيونال فوتبول تيمز (الإنجليزية)
- هاشم مستور على موقع Soccerbase.com (لاعب) (الإنجليزية)
- هاشم مستور على موقع Soccerway.com (الإنجليزية)
- هاشم مستور على موقع عالم كرة القدم.نت (الإنجليزية)
- هاشم مستور على موقع AS.com (الإسبانية)